# Malesch
Malesch — дебютный альбом группы краут-рок Agitation Free, изначально выпущенный в 1972 году.
Создание альбома было вдохновлено путешествием группы по Египту, Греции и Кипру.

## Характеристика
В своём дебютном альбоме Agitation Free пошёл по немного нетрадиционному пути для группы краут-рока, неожиданно свернув в поисках атмосферы и материала в направлении Ближнего Востока и, в частности, Египта. Сквозь гитарную дуэль и космические синтезаторы просачиваются ритмы пустыни и записанные на плёнку звуки сумеречных городов, привнося глубину и остроту во в целом гладкие тевтонские ритмы. Использование этих мотивов не звучит натянуто, а наоборот интегрируется в музыкальный контекст очень хорошо, что является несомненным достижением группы.
Изысканная и сложная перкуссия, которая завершает «Ala Tul», например, звучит так же живо, как и любое произведение Стива Райха того же времени. Записанные на плёнку уличные песни возникают неожиданно и впечатляюще ближе к финалу в целом величественного марша «Khan El Khalili», прокладывая мостик к органным трелям в духе Терри Райли в начале заглавного трека. Как и многие другие треки, «Malesch» раскручивается в неспешную прогулку, звуча неожиданно близко некоторым джемам Grateful Dead. Даже когда он набирает темп, в нём все равно сохраняется какое-то неторопливое качество, прекрасно сочетающееся с темой Сахары. Malesch — это очень крепкая, вдохновлённая пластинка, выделяющаяся среди обычных клише своего жанра.
Динамичный микс различных влияний, включая индийскую рагу, египетские музыкальные гармонии, блюзовый рок свободной формы и космическую музыку. Все композиции чисто инструментальные, достаточно длинные, чтобы продемонстрировать сложные аранжировки прогрессивной музыки. Психоделический рок с ритмичной, цепляющей, мелодичной и раскрепощённой гитарой, наполненными воображением органными партиями и увлекательной комбинацией барабанов и перкуссии. Немного групп способны создать так много новаторских, экспериментальных рок-картин на одном альбоме. Суть альбома — в свободе и воображении, которые несёт уникальный вкус к вдохновенным бесконечным психоделическим джемам.

## Признание
Альбом занимает 11 место в рейтинге лучших альбомов краут-рока портала Progarchives (по состоянию на 1 декабря 2013 года).

## Список композиций
Все треки написаны Agitation Free
1. «You Play for Us Today» — 6:14
2. «Sahara City» — 7:50
3. «Ala Tul» — 4:54
4. «Pulse» — 4:51
5. «Khan el Khalili» — 6:11
6. «Malesch» — 7:59
7. «Rücksturz» — 1:58
8. «Music Factory Live (Bonus Track)» — 15:15

## Состав группы
Михаэль Гюнтер — бас, пленки
Лутц Улбрих — гитара, клавишные
Йорг Швенке — гитара
Бургхард Рауш — барабаны, клавишные, маримбафон
Михаэль Хениг — электроника, стил-гитара, клавишные, синтезатор
Петер Михаэль Хамель — клавишные, Хэммонд-орган